# Energoatom
Energoatom, en français Compagnie nationale de production d'énergie nucléaire d'Ukraine (ukrainien : "Енергоатом" ou HAEK) est une entreprise d'État dont le siège se trouve à Kyïv, en Ukraine. Elle exploite l'ensemble des centrales nucléaires ukrainiennes depuis sa création en 1996.

L'Ukraine occupe le 7e rang mondial pour la production d’électricité nucléaire avec 76,4 TWh produits en 2020 et le 3e rang mondial pour la part du nucléaire dans le mix énergétique national avec plus de 51 %.

## Réacteurs en exploitation
Energoatom a pris en charge l'exploitation et la réhabilitation des réacteurs actuellement exploités en Ukraine sur les quatre sites suivants :
- Centrale nucléaire de Khmelnitski
- Centrale nucléaire de Rovno
- Centrale nucléaire d'Ukraine du Sud
- Centrale nucléaire de Zaporijjia

Ces centrales possèdent actuellement 15 réacteurs du type VVER de conception soviétique d'une puissance globale de 11 835 MWe.
Les deux derniers réacteurs mis en service en 2004 sont : Rovno-4 et Khmelnitski-2. 15 réacteurs sont de conception soviétique, explique Michel Chouha. 
En 2004, les quatre centrales avaient augmenté leur production d'électricité de 6,9 %, à 87 milliards de kWt/heures, atteignant 48 % de la production nationale (contre 45,5 % en 2003).
Energoatom a mis en place une organisation permettant de maitriser la gestion des déchets, la sûreté nucléaire des réacteurs, l'entrainement et la qualification du personnel.
En 2014, l'exploitation des réacteurs est toujours tributaire du combustible et des pièces détachées en provenance de Russie. Pour diversifier ses sources, l'Ukraine s'est tournée vers Westinghouse, avec qui elle a conclu un accord pour la fourniture d'assemblages d'uranium enrichi constituant le combustible. Le gouvernement ukrainien a décidé de prolonger de vingt ans la durée de vie de ses réacteurs, initialement conçus pour être exploités pendant trente ans. 
À la suite de l'invasion de l'Ukraine par la Russie en 2022, le 29 mars 2022, Rafael Mariano Grossi directeur général l'AIEA présent en Ukraine déclare « Le conflit militaire fait courir un danger sans précédent aux centrales nucléaires ukrainiennes et aux autres installations contenant des matières radioactives. Nous devons prendre des mesures urgentes pour faire en sorte qu’elles puissent continuer à fonctionner en toute sécurité et réduire le risque d’un accident nucléaire qui pourrait avoir de graves répercussions sur la santé et l’environnement en Ukraine et au-delà ».
Le 6 août 2022, à la suite de nouveaux  bombardements près d'un réacteur nucléaire de la centrale de Zaporijjia (sud), l'AIEA met en garde contre le « risque très réel de catastrophe nucléaire ». Trois des six réacteurs étaient opérationnels début août. Les bombardements ont endommagé un transformateur de ligne électrique haute tension, provoqué l’arrêt automatique du réacteur n°3 et le démarrage de ses groupes électrogènes de secours. Energoatom assure être toujours en contact avec le site et recevoir des données sur la surveillance des radiations. Il a déclaré lundi qu'il n'y avait eu aucun changement dans les niveaux de radiations. « L’heure est grave  », déclare le chef de l’AIEA au Conseil de sécurité de l’ONU, a la suite de nouveaux bombardements,  près du stockage de déchets radioactifs,  ayant mis hors d'usage certains capteurs de radioactivité, la centrale se trouvant au milieu d'un champs de bataille,. 
Le 25 août, les deux réacteurs de la centrale encore en fonctionnement ont été déconnectés du réseau, après l'endommagement des lignes à haute tension, provoquant ainsi la déconnexion totale de la centrale de Zaporijjia du réseau électrique ukrainien pour la première fois dans son histoire.
Le 26 août, Energoatom annonce que la centrale est rebranchée au réseau électrique et que ses systèmes de sécurité fonctionnent normalement. L'ONU appelle à mettre en place une zone démilitarisée autour de la centrale pour la sécuriser et permettre l'envoi d'une mission d'inspection internationale,.
Le 27 août, Energoatom annonce que « l'infrastructure de la centrale a été endommagée et il existe des risques de fuite d'hydrogène et de pulvérisation de substances radioactives ».
Le 29 août, le directeur général de l'Agence internationale de l'énergie atomique annonce être en route, avec une équipe de l'AIEA, vers la centrale de Zaporijjia ; l'équipe comprend des experts de Pologne et de Lituanie, plutôt favorables à l'Ukraine, et des représentants de la Serbie et de la Chine, plus proches de la Russie. Sa mission est d'évaluer les dommages physiques de l'installation, déterminer la fonctionnalité des systèmes de sûreté et de sécurité, évaluer les conditions de travail du personnel et effectuer des activités de sauvegarde urgentes,.
En 2020, l'Ukraine possède 15  réacteurs opérationnels produisant 51,2% de l'électricité du pays, 2 réacteurs sont en construction.
En 2023, Enerhoatom est entrée parmi les 200 premières entreprises quant au chiffre d'affaires en 2022, démontrant ainsi ses performances réussies et sa contribution significative à l'économie mondiale.

## Réacteurs en projet
Parmi les 15 réacteurs, les plus vieux arrivent à la fin de leur durée d'exploitation en 2011. Energoatom a proposé de construire 11 nouveaux réacteurs d'ici 2030 et d'installer les deux premiers réacteurs de remplacement dans la Centrale nucléaire de Khmelnitski.

En juin 2007, Energoatom a refusé, par la voix de son Président Yuri Nedashkovsky, de construire un quatrième réacteur de la centrale nucléaire d'Ukraine du Sud d'après un projet russe. Energoatom étudie les projets du français Areva NP, de l'américain Westinghouse et un projet sud-coréen.
L'Ukraine remplace progressivement, depuis 2014, les combustibles nucléaires livrés par le monopole russe TVEL par des combustibles nucléaires américains livrés par Westinghouse : en 2018, six des quinze réacteurs ukrainiens utilisent en partie du combustible américain, dont un a été chargé entièrement avec ce combustible en juillet 2018.
En novembre 2021, Energoatom signe avec Westinghouse deux accords sur la mise en œuvre de projets pour la construction de deux nouvelles unités de puissance à la centrale nucléaire de Khmelnitsky utilisant la technologie AP1000.

## Filiales spécialisées
L'Ukraine a créé ces subdivisions spécialisées pour répondre aux différents besoins de l'industrie nucléaire :
- Subdivision AtomRemontService
- Subdivision Atomkomplekt
- Subdivision Centre Scientifique et Technique
- Subdivision Atomenergomash
- Subdivision Centre Technique de Traitement des Accidents